# Дар Божий (спектакль)
«Да́р Бо́жий» — спектакль в жанре поэтической драмы, поставленный 1998 году Геннадием Егоровым на сцене Санкт-Петербургского драматического театра «Патриот» РОСТО по пьесе русского писателя, мастера драматической поэзии Константина Скворцова «Дар Божий» (Драма любви Фёдора Михайловича Достоевского).

## История создания
Поэт-драматург Константин Скворцов предоставил право первой постановки пьесы «Дар Божий» (Драма любви Фёдора Михайловича Достоевского) Санкт-Петербургскому драматическому театру «Патриот» РОСТО (ДОСААФ).
Для спектакля «Дар Божий» режиссёр-постановщик Геннадий Егоров и художник Ирина Кустова создали на сцене образ Петербурга Фёдора Достоевского: фантастического города, в котором проповедуют новое божество — «кровавую монету». Это божество проникает в дома и человеческие души. Оно взошло над бескрайними просторами России.
Перед зрителями на сцене мрачный город с высокими закрывающими солнце домами и дворами-колодцами, где за «кровавую монету» бесследно исчезают люди. В оформлении спектакля был использован серый тюль, который создавал ощущение паутины, опутавшей Петербург. Его новые хозяева — Пауковские скупили дома, заводы, земли, реки и человеческие души.
Премьера спектакля «Дар Божий» (Драма любви Фёдора Михайловича Достоевского) состоялась на сцене Санкт-Петербургского драматического театра «Патриот» РОСТО в 1998 году.

## Создатели спектакля
- Постановка и режиссура — Геннадия Егорова
- Художник — Ирина Кустова
- Композитор — Владимир Орлов
- Хореограф — Николай Козлов
- Звукорежиссёр — Михаил Николаев
- Заведующий постановочной частью — Виктор Трусенин

## Действующие лица и исполнители
- Достоевский Фёдор Михайлович, он же Художник, он же Христос — Геннадий Егоров
- Сниткина Анна Григорьевна, она же Мария, она же Аня — Татьяна Кудрявцева
- Стелловский Фёдор Тимофеевич, он же Пауковский, он же Великий инквизитор — Юрий Оськин
- Федосья,
 она же Вещая старуха — Нина Мазаева

## Краткий сюжет

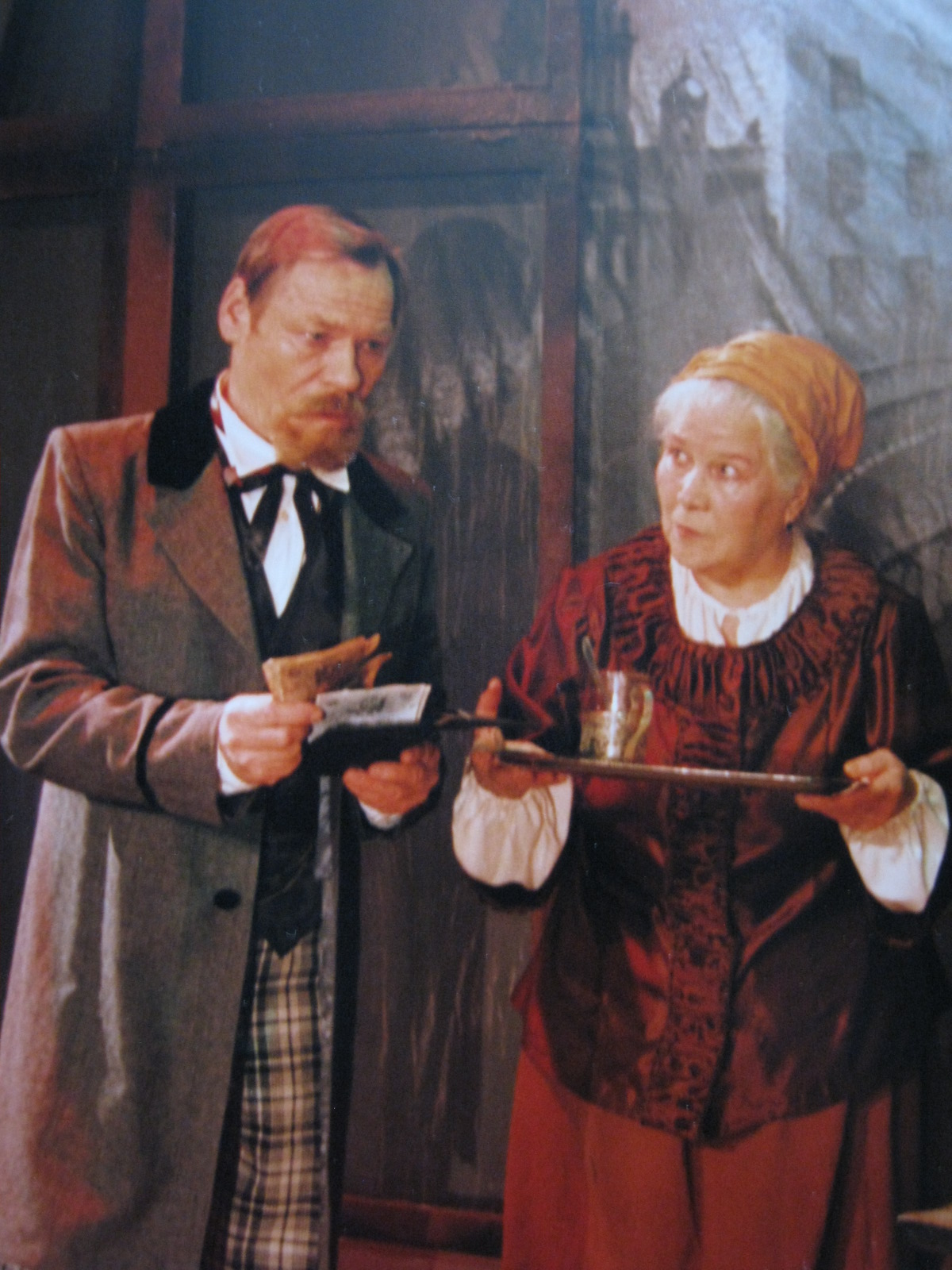
Юрий Оськин в роли Стелловского, Нина Мазаева в роли Федосьи

Спектакль состоит из трёх сюжетных линий. Первая линия — это драматическая коллизия, в которой оказался уже не молодой писатель Фёдор Михайлович Достоевский (Г. Егоров). При помощи хитрости и обмана издатель Стелловский (Ю. Оськин) подписал с писателем Достоевским кабальный договор на создание нового романа. Достоевский в отчаянии :«Честь, благородство, гений – всё слова, слова пустые. Вексель – вот наш Бог! Он правит миром. Милует, казнит, возносит, низвергает. А ведь он – клочок бумаги гербовой, и только!». Роман необходимо написать и передать издателю Стелловскому в безумно короткий срок, иначе Достоевского ожидает долговая тюрьма и он потеряет все права на собственные книги. 
Друзья-литераторы понимают, что создать роман в столь ограниченное время даже Фёдором Достоевским невозможно и предлагают ему своё участие. Они по главам напишут за него роман, а он потом соединит всё написанное в одно целое, и выйдет из затруднительного положения. Возможно, кто-то бы и согласился, но только не Достоевский. Он не может выпустить под своим именем то, что написано другими.

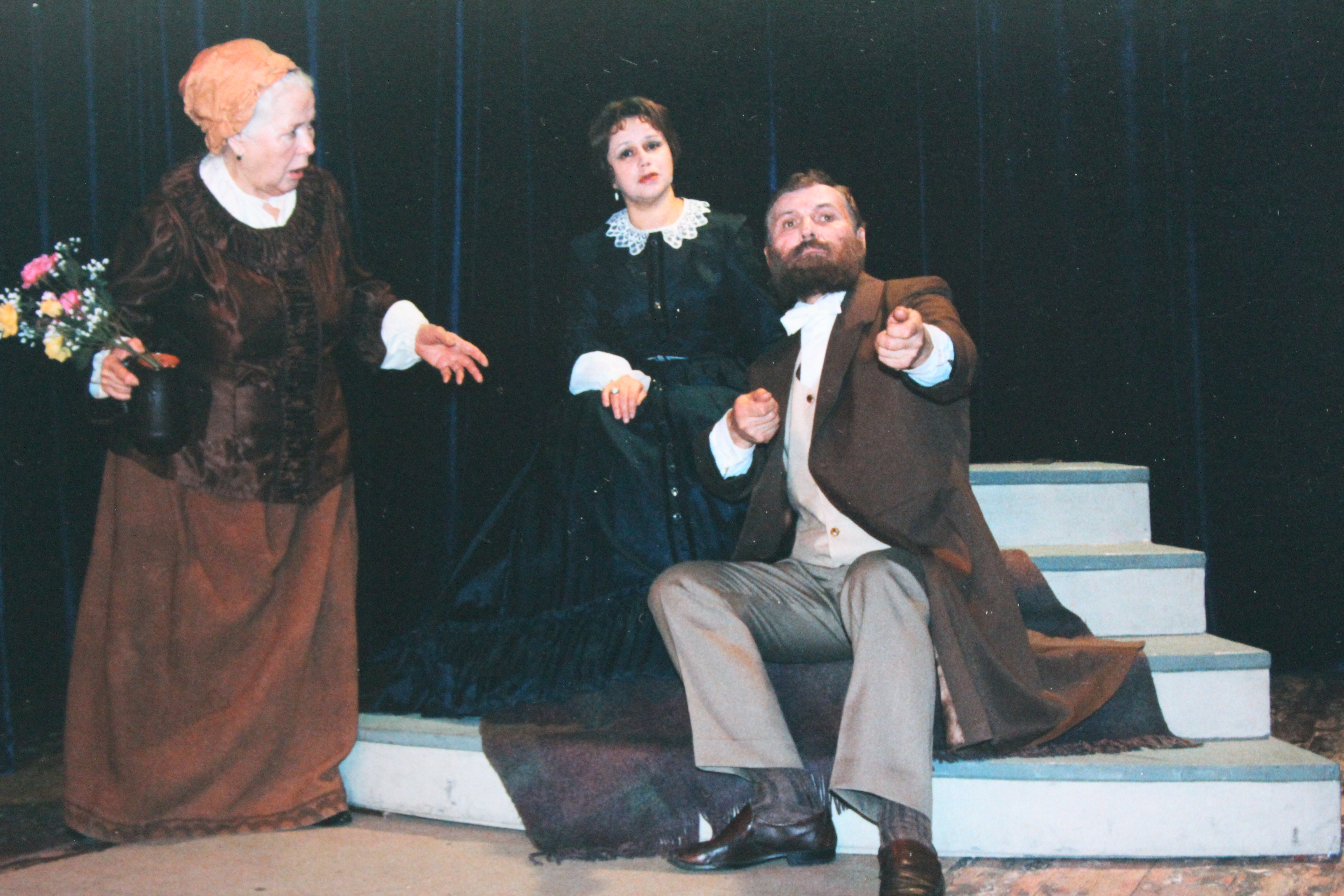
Нина Мазаева в роли Федосьи, Татьяна Кудрявцева в роли Анны Сниткиной, Геннадий Егоров в роли Фёдора Достоевского

Спасая Достоевского, друзья приглашают к нему юную стенографистку Анну Сниткину (Т.Кудрявцева). Она — единственный выход из создавшегося положения. Достоевскому придётся диктовать текст, а Анне Сниткиной стенографировать. Это во много раз быстрее, чем писать роман самому автору. Анна Сниткина предлагает в свободное время расшифровывать стенограмму и наутро приносить материал, чтобы Достоевский правил его. К назначенному времени роман писателем был продиктован, а стенографисткой записан. Достоевский был спасён и сохранил все права на собственные книги.
В свой день рождения Фёдор Достоевский рассказывает Анне Сниткиной идею нового романа о любви пожилого Художника к юной красавице. Этот роман становится второй сюжетной линией спектакля. Идею романа Фёдор Достоевский взял из своей жизни. После каторги и ссылки, потери жены и брата, Достоевский стал раздражительным, замкнутым, необщительным. Встреча и совместная работа с Анной открывают Достоевскому её богатый внутренний мир. Добрая, заботливая и сострадательная девушка вызывает у Достоевского симпатию. Неожиданно для себя он понимает, что не равнодушен к ней. А в момент окончания работы над романом Достоевский осознаёт, что уже не может расстаться с Анной Сниткиной. Серьёзное, глубокое чувство овладело Достоевским, но проблема в том, что он старше Сниткиной на двадцать пять лет. Для проверки чувств Анны Сниткиной Достоевский решает воспользоваться сочинённой им историей любви пожилого Художника к юной красавице. Этот факт описан Анной Сниткиной в книге «Воспоминания».

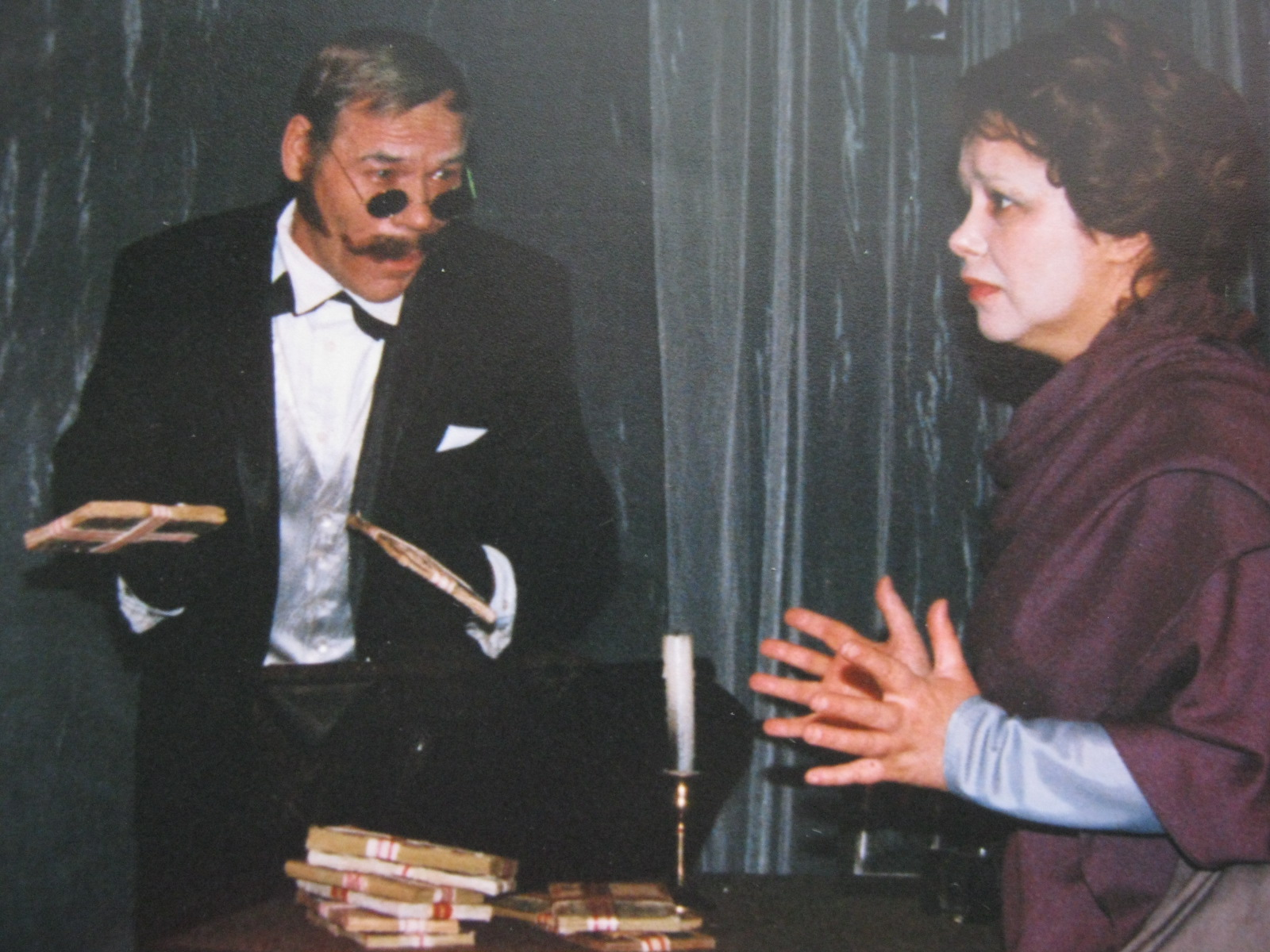
Юрий Оськин в роли Пауковского, Татьяна Кудрявцева в роли Марии

В спектакле Художник связан ещё с двумя персонажами: Марией, бывшей женой художника, и Пауковским, криминальным предпринимателем. Мария, заурядная женщина, жадная до сытой жизни и денег, постоянно требует от мужа продать созданный им на холсте портрет Иисуса Христа. Пауковский предлагает Художнику большие деньги за портрет Христа. Но Художник отказывается: «Христос не продаётся!».
В качестве третьей сюжетной линии в канву спектакля входит легенда о «Великом инквизиторе». Перед началом легенды Достоевский рассказывает Сниткиной, как Христос пришёл в средневековый город и стал лечить больных и воскрешать мёртвых. По приказу Великого инквизитора тюремная стража схватила и бросила Христа в темницу. Ночью к пленнику приходит Великий инквизитор, но быстро понимает, что диалог с Христом не состоится, поэтому, задавая вопросы, он не ждёт ответа, а утверждает свою правду. По сути это монолог девяностолетнего старца, который вспоминает о стремлении Христа сделать людей свободными.

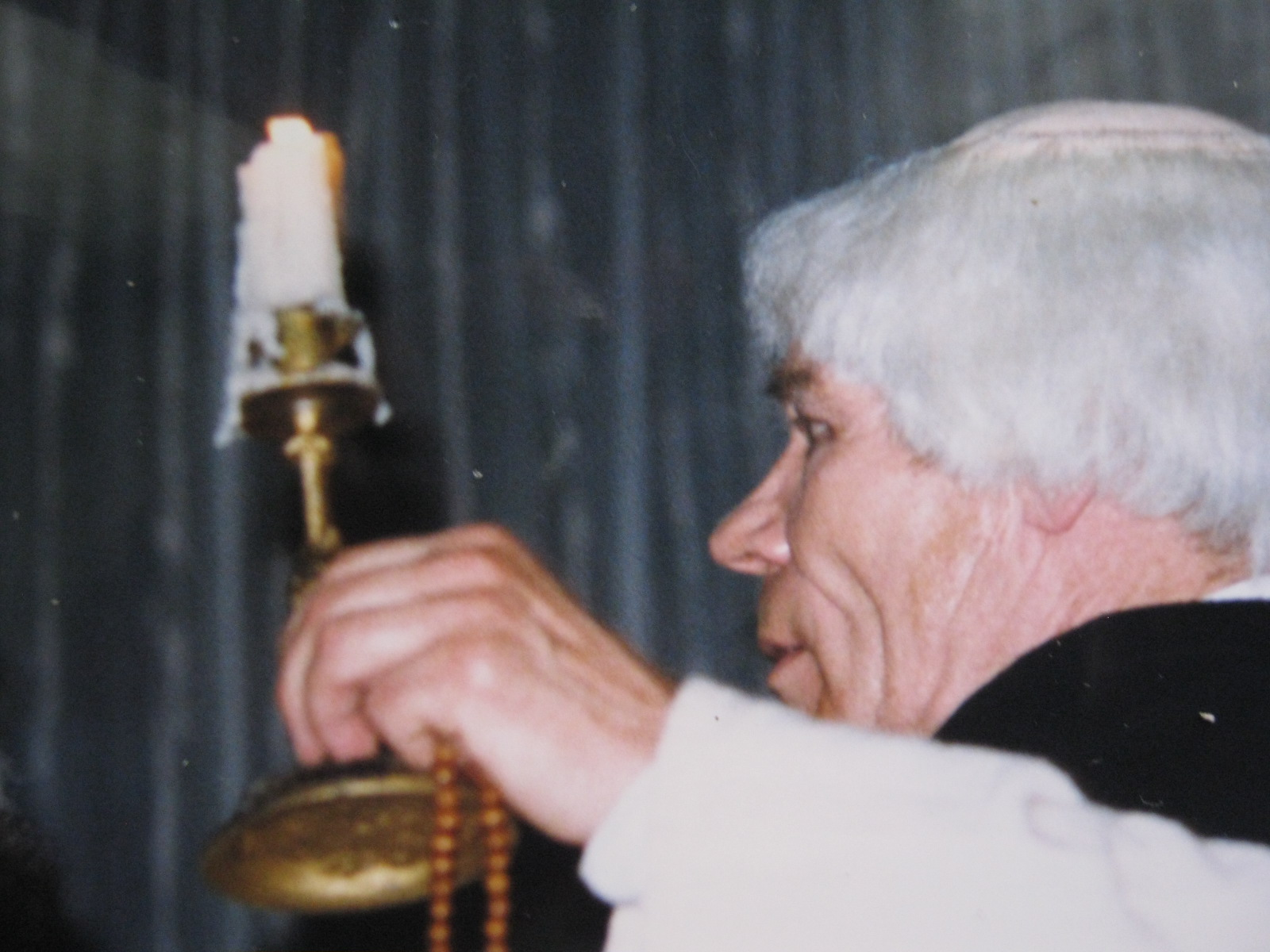
Юрий Оськин в роли Великого Инквизитора

 Он предлагает Христу убедиться, как люди добровольно отказались от свободы, чтобы почувствовать себя счастливыми в лоне инквизиции. Великий инквизитор напоминает Христу, что он сам отверг в пустыне искушения дьявола. «Но Тайна в том, что мы отныне с ним, а не с тобой!..» говорит Великий инквизитор. Христос понимает, что словами и делами Великого инквизитора руководит сам дьявол. Учение Христа о свободном волеизъявлении «исправлено» Великим инквизитором: «Отныне всё замешано на свете на Чуде, Тайне и Авторитете. И завтра ты увидишь, — люди рады, что обратились не в народ, а в стадо. Что, наконец, отныне навсегда мы сняли с них свободы страшный дар». Легенда заканчивается словами Великого инквизитора: "Я подарю огонь тебе, — не жизнь! Я так сказал… Вскричи и возмутись! И коль всесилен, — отмени рассвет, но не молчи!.. ". Христос, не проронив ни слова, приближается и целует старца в бескровные губы. Великий инквизитор смущён: «Ступай!.. И более не приходи!.. Не вынести нам твоего суда… Не приходи к нам вовсе… Никогда!» .
Режиссёр поставил легенду таким образом, что на сцене Христос отсутствует. Фёдор Достоевский на глазах зрителей облачается в одежды Христа и рассказывает легенду Анне Сниткиной. В спектакле «поцелуй Христа», произведённый Достоевским, является призывом к ответственности перед тем, кто взял на себя грехи мира, к личному выбору человека между добром и злом. Человечество ждет от Христа только хлеба земного — спасения от болей и ужасов, благ и чудес, а он дарует людям хлеб небесный.

Спектакль «Дар Божий» по содержанию, идеям настолько созвучен нашим настроениям, тревогам и надеждам, что невольно хочется воскликнуть: Так ведь это всё о нас, о сегодняшней жизни с её предательством и верностью, продажностью и честью, подлостью и благородством, трусостью и героизмом – со всем, что рождает смутное время.

## Награды
- Актёр, режиссёр, художественный руководитель театра Егоров Геннадий Семёнович был награждён Медалью ордена «За заслуги перед Отечеством» II степени (Указ Президента Российской Федерации от 04.07.1998 № 769)[17]

## Гастроли
Стало хорошей традицией, что в начале каждого года Санкт-Петербургский драматический театр «Патриот» РОСТО привозит в Москву свою очередную премьеру. На этот раз ею стал спектакль по пьесе Константина Скворцова «Дар Божий», означенный в афише как «Драма любви Фёдора Михайловича Достоевского».
- Спектакль «Дар Божий» Санкт-Петербургского драматического театра «Патриот» РОСТО посмотрели зрители Санкт-Петербурга, Ленинградской области[4], Москвы[18], Самары, Уфы, Жукова, Рязани, Челябинска, Обнинска, Вичуги, Иваново, Новгорода, Златоуста, Брянска[18], Ногинска, Миасса, Калуги, Тамбова, Липецка, Воронежа, Белгорода, Твери, Пскова[19][20].

Спектакль «Дар Божий» стал четвёртой совместной работой драматурга Константина Скворцова и режиссёра Геннадия Егорова после постановок пьесы-лубка «Ванька-Каин», поэтической драмы «Гришка Распутин» и музыкального спектакля-притчи «Легенда о Менту́ше» .
В марте 1999 года в Москве во время гастролей Санкт-Петербургского драматического театра «Патриот» РОСТО, которые проходили на сцене Культурного центра Вооруженных сил Российской Федерации, на спектакле «Дар Божий» одновременно присутствовали известные писатели, артисты, общественные деятели: Анохин Алексей Иванович, Алексеев Михаил Николаевич, Волков Олег Васильевич, Ляпин Игорь Иванович, Днепров Анатолий Семёнович, Петрова Татьяна Юрьевна, Жжёнов Георгий Степанович, Скворцов Константин Васильевич, Ганичев Валерий Николаевич.